# Mouvements universitaires de 2007-2009 en France

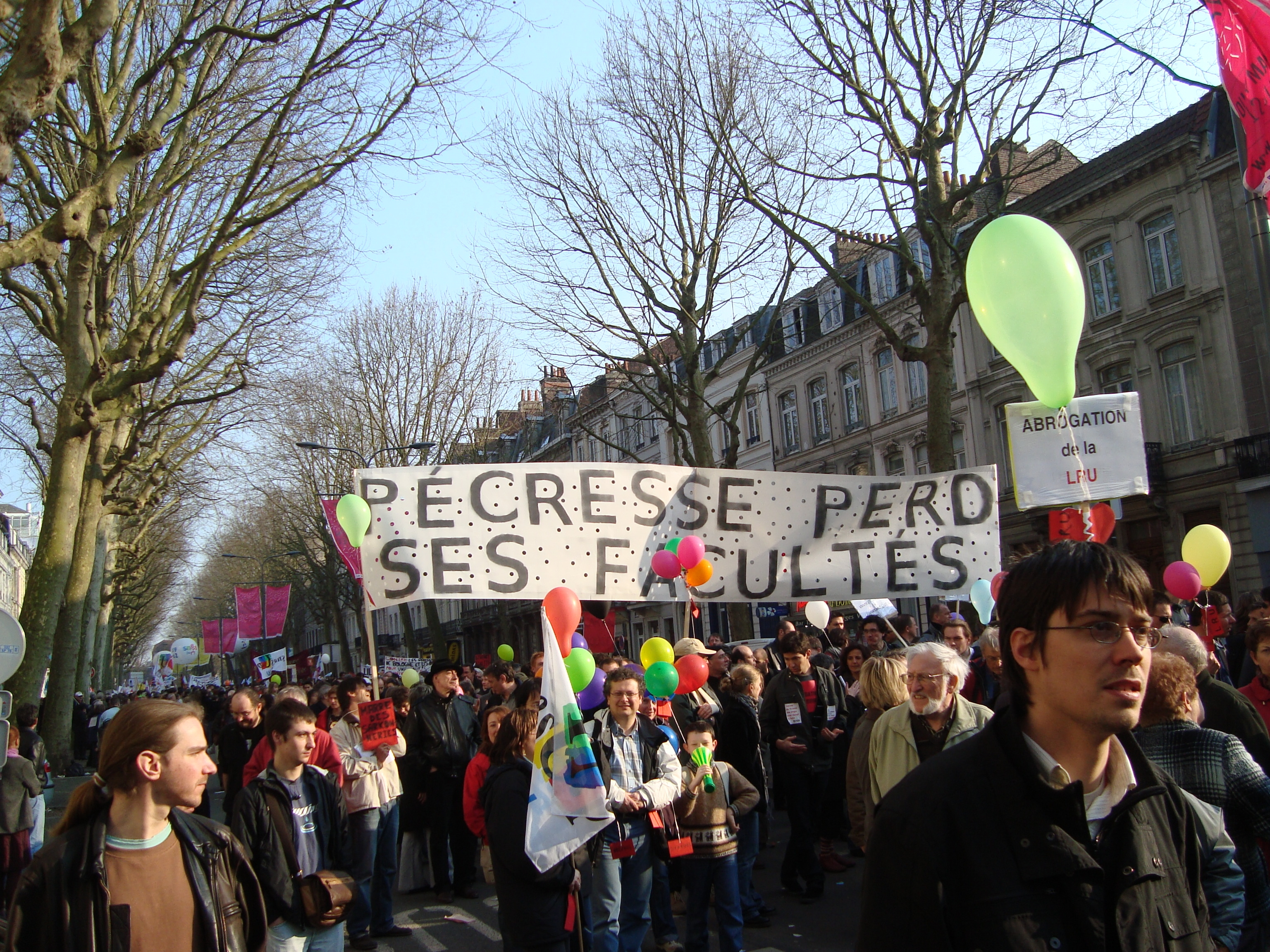

Les mouvements universitaires de 2007-2009 en France sont un ensemble de protestations contre la Loi relative aux libertés et responsabilités des universités (loi LRU ou loi Pécresse, du nom de la ministre de la recherche du gouvernement Fillon (UMP), promulguée le 10 août 2007), et des décrets d'application de cette loi, notamment touchant à la réforme du statut des enseignants-chercheurs. D'autres questions, telle que celle du budget de l'enseignement supérieur, de la formation des enseignants (masterisation) et du nombre de postes ouverts au concours, ou encore celles de l'avenir spécifique de certains établissements de recherche, sont également posées.

## Contexte
L'université française est, de l'avis général, en crise depuis longtemps, mais les causes et les mesures à prendre sont en revanche objets de polémiques, aggravées par une tradition de forte politisation de la question. Toutes les tentatives de réforme ont rencontré une opposition importante, conduisant souvent au départ forcé du ministre ou au maintien du statu quo.
Les réformes de Claude Allègre, ministre du gouvernement Jospin, suscitent des manifestations. La loi d'orientation et de programmation pour la recherche et l'innovation de 2003 (gouvernement Raffarin, Claudie Haigneré étant ministre de la Recherche) provoque aussi des manifestations, ainsi que la création du collectif Sauvons la recherche! (SLR), qui organise ses propres "États généraux de la recherche" et ses contre-propositions de réforme. Celles-ci ont été publiées dans un rapport de près de 100 pages en 2004.
Au printemps 2004, de nombreuses manifestations ont eu lieu, contre des orientations gouvernementales dénoncées comme à court terme et productivistes[réf. souhaitée], ainsi qu'une baisse des postes et du budget[réf. nécessaire].
Une pétition des professionnels de la recherche (74 000 signatures) et une pétition (230 000 signatures) sont lancées, tandis que de nombreux directeurs de laboratoires du CNRS démissionnent collectivement, à l'hôtel de ville de Paris. Le mouvement obtient une reconnaissance partielle : notamment, des augmentations substantielles, mais pas à la hauteur des besoins et des attentes selon les partisans de SLR. L'association demande une hausse du budget de la recherche à 3 % du PIB, un statut et des postes pour les jeunes chercheurs, afin que la France se conforme aux objectifs européens et mondiaux.
La mise en place de l'Agence nationale de la recherche (ANR), en février 2005, sera vue comme une confirmation de cette vision à court terme : elle ne finance que des projets à court terme (3-4 ans), lesquels sont directement déterminés par le ministère de la Recherche, restreignant ainsi très fortement la liberté de la recherche.
L'OCDE manifeste son soutien aux réformes en cours et préconise d’« élargir l’autonomie des universités au-delà de ce qui a été réalisé en 2007, surtout pour la gestion budgétaire, le recrutement et la rémunération du personnel. (…) De nouvelles mesures sont nécessaires pour favoriser le financement privé des universités, notamment en ayant davantage recours aux droits de scolarité, cette mesure se doublant de prêts étudiants remboursables en fonction du revenu ultérieur ». Au contraire, les opposants à la libéralisation de l’enseignement supérieur font valoir qu'aux États-Unis notamment ce système favorise le creusement des inégalités entre établissements.
Nombre d'enseignants, de scientifiques et d'élèves critiquent aussi la dénégation, par Nicolas Sarkozy, de la dimension pédagogique et citoyenne de l'éducation scientifique et de la culture générale, apparente par exemple dans ses remarques au sujet de La Princesse de Clèves ou sur le « droit de faire littérature ancienne, » ; ou encore dans le projet, reporté par Fillon, de la réforme du lycée, qui envisageait la disparition de certaines matières. Ainsi, le mathématicien Wendelin Werner, lauréat de la Médaille Fields, pouvait écrire, dans une lettre ouverte au président du 19 février 2009, publiée dans Le Monde :

« Lorsque l'on me demande à quoi peut servir une éducation mathématique au lycée pour quelqu'un dont le métier ne nécessitera en fait aucune connaissance scientifique, l'une de mes réponses est que la science permet de former un bon citoyen : sa pratique apprend à discerner un raisonnement juste, motivé et construit d'un semblant de raisonnement fallacieux et erroné. »

Enfin, dans une vision à plus long terme, le juriste Olivier Beaud remarque que, si le 

« principe d'indépendance des professeurs » a été consacré comme principe constitutionnel par le doyen Vedel en 1984, ces « libertés universitaires » (liberté relative dans l'enseignement ; liberté de recherche, c'est-à-dire d'une part la liberté individuelle d'établir les thèmes de recherche prioritaires indépendant d'une tutelle du pouvoir politique, et d'autre part la liberté collective d'exercer sa recherche dans un cadre collectif, indépendamment des pressions du marché économique ou des pouvoirs politiques), « jadis conférées par la coutume, sont foulés aux pieds par tous les gouvernants successifs depuis 1968. »

Le projet de décret réformant le statut des universitaires est, selon Beaud, un pas de plus dans la restriction de cette liberté de la recherche et de l'indépendance des professeurs, qui conditionne pourtant la qualité de la recherche — le lyssenkisme en étant, a contrario, la preuve ultime.

## Récriminations et revendications

### L'AERES et la problématique de l'évaluation bibliométrique
Promulguée par le gouvernement Villepin, la loi de programme pour la recherche de 2006 créé ensuite l'Agence d'évaluation de la recherche et de l'enseignement supérieur (AERES), dont les évaluations remplacent celles auparavant effectuées par le CNRS. À une évaluation collégiale, par des pairs, on substitue une évaluation selon des critères bibliométriques (facteur d'impact des revues scientifiques, facteur-h tentant de mesurer l'influence d'un chercheur en fonction du nombre d'articles publiés dans des revues classées A ou B, etc.). La qualité de la recherche est ainsi évaluée selon des critères purement quantitatifs, tandis qu'au lieu d'évaluer, comme on le faisait auparavant, les recherches elles-mêmes, on se dirige vers une évaluation individualiste de chaque chercheur. « On est passé du classement des revues à celui des individus », remarque ainsi Laurence Coutrot dans le Bulletin de méthodologie sociologique. Ces indicateurs bibliométriques ont pris une place de plus en plus importante dans la détermination des politiques de la recherche. Ils occupent ainsi une bonne place dans la LOLF (Loi organique relative aux lois de finances).
Le classement des revues effectuées par l'AERES est lui-même fortement contesté, des revues prestigieuses (telles que les Annales) n'y étant pas. Il favorise en outre les revues généralistes au détriment des revues spécialisées - ce qui conduit à une sous-évaluation de la valeur des articles publiés dans des revues spécialisées, jugés de moindre importance du fait du lieu de leur publication. La Revue des études slaves, transdisciplinaire et internationalement reconnue, a ainsi été classée niveau C, dans la discipline linguistique, suscitant un certain étonnement.
En matière de sciences politiques, par exemple, ce classement a été retenu plutôt que le European Reference Index for Humanities utilisé par la Fondation européenne de la science, « pour la raison principale que très peu de revues françaises pourraient être classées selon ces derniers critères [de visibilité internationale] et qu’il serait alors impossible de réaliser une évaluation raisonnable de la production scientifique effective des politistes français. » Les différents classements possibles apparaissent ainsi largement à géométrie variable, et répondant à des impératifs politiques plutôt qu'à une évaluation de type scientifique.
Devant la menace de 61 comités de publication de revues de sciences humaines et sociales, la Fondation européenne pour la science a d'ailleurs décidé, en janvier 2009, de retirer les lettres (A, B et C) de son classement, qui seront remplacées par des descriptions écrites.
Le classement bibliométrique des revues scientifiques mis en place par l'AERES suscite des critiques de la part de chercheurs d'horizons divers. Ainsi, le médiéviste Olivier Boulnois affirme qu'on « confond la qualité d’une revue avec sa diffusion, et la qualité d’un article avec la qualité d’une revue ». Selon Boulnois, « sur les quatre tomes des Dits et Écrits de Michel Foucault, il n’y a peut-être pas cinq articles publiés dans des revues classées A… »
Une pétition intitulée « Pour le retrait complet et définitif de la « liste des revues » de l’AERES » a été lancée en octobre 2008, recueillant près de 4 000 signatures au 14 février 2009.
En outre, les comités d'experts de l'AERES sont nommés (et non élus), et leurs critères d'évaluation inconnus.
Le 23 juillet 2009, trois personnalités scientifiques sont interrogés par Les Échos, elles critiquent le système bibliométrique notamment en prenant l'Australie et l'Angleterre comme exemples des effets pervers de cette méthode (forte augmentation des publications et effondrement de la qualité de la recherche) et défendent le maintien des comités de lecture.

### Évolution de la situation des enseignants du secondaire et du supérieur
Dans le même temps, l'Éducation nationale ainsi que les universités feraient de plus en plus appel à des professeurs précaires et non-titulaires (ATER et post-docs pour les universités ; étudiants n'ayant qu'une licence (bac +3) - et n'ayant pas obtenu le CAPES - pour enseigner dans les collèges et lycées).
S'il y a ainsi 57 000 universitaires titulaires des postes de maître de conférences ou de professeur des universités, 20 % des enseignants dans les universités sont des agents contractuels (selon le rapport Schwartz, 2008, p. 43). Sur le total des employés de l'université (enseignants, IATOSS, etc.), 24 % sont des contractuels (23 % au CNRS).
Selon Thierry Pagnier (2006), du collectif des doctorants de Paris-III Sorbonne nouvelle, « depuis 1998, le nombre de non-titulaires a augmenté deux fois plus vite que celui des titulaires ; à tel point qu’aujourd’hui un enseignant sur cinq est non titulaire ». Certains de ces post-docs témoignent de conditions de travail difficiles, entrecoupés de périodes durables de chômage (parfois sans allocations de l'ANPE), qui peuvent être couplées à des formes de harcèlement moral.
En 2006, s'agissant du personnel IATOSS (non-enseignants), Mireille Guibilato, responsable de la FERC sup (CGT), estimait qu'il y avait «  entre 15 000 et 20 000 précaires pour 60 000 titulaires ».
Le magazine Sciences humaines affirmait, en 2002, qu'il y avait 60 000 doctorants « chercheurs et smicards », qui représentaient alors près de la moitié des effectifs de la recherche publique, tandis que selon une enquête d'Isabelle Pourmir, leurs travaux représenteraient près de 70 % des publications des laboratoires. Selon le rapport Schwartz (2008), 70 400 doctorants se sont inscrits à la rentrée 2005 (+15 % depuis 2000), dont seulement 11 551 (moins de 17 %) bénéficiaient d'allocations de recherche du ministère de l'Enseignement supérieur et de la recherche ou de conventions industrielles de formation par la recherche (CIFRES).
En 2008, la Confédération des étudiants chercheurs (CEC) dénonçait les conditions de travail illégales de jeunes chercheurs français à l'étranger, payés par le ministère des Affaires étrangères et européennes
Une Coordination nationale des précaires de l’Éducation s'est formée, réclamant l'abolition de la vacation, la titularisation de tous, l'augmentation des postes au concours (leur réduction drastique étant le corrélaire immédiat de l'augmentation du précariat).
Enfin, la LRU a autorisé, que ce soit pour l'enseignement et la recherche ou pour les tâches administratives, le recrutement d'agents contractuels sous forme de CDI (auparavant, seuls les CDD étaient autorisés, les agents contractuels exerçant des emplois qui, en principe et selon la loi, auraient vocation à être remplis par un fonctionnaire).

### Le budget de l'enseignement supérieur
Sur le plan financier, le budget alloué par étudiant en université est généralement considéré comme trop bas. Elle est de moins de 9 000 euros, contre 22 000 euros aux États-Unis. Entre 1975 et 2001, la dépense moyenne par étudiant en université s’est accrue de 19 %, alors qu’elle a augmenté de 48,5 % pour les élèves de l’enseignement primaire et de 42,63 % pour ceux de l’enseignement secondaire. Aujourd'hui, la France dépense plus en moyenne pour un lycéen que pour un étudiant.
La comparaison est également faite avec les étudiants en classes préparatoires aux grandes écoles, pour lesquels la nation dépense 14 000 euros par étudiant.

### La loi LRU et le rapport Schwartz
En août 2007, la ministre Valérie Pécresse fait promulguer la loi relative aux libertés et responsabilités des universités (loi LRU), suscitant un premier mouvement d'opposition, à la rentrée universitaires, de la part des étudiants, très actifs, mais aussi des universitaires.
Ainsi, selon le juriste Dominique Rousseau, la loi LRU « consolide le pouvoir corporatiste, renforce le localisme et décourage la recherche ». « Il faut, dit-il, garder l'autonomie, mais en la conciliant avec l'indépendance des enseignants-chercheurs pour lui donner sa véritable dimension universitaire. À l'autonomie contre l'indépendance des universitaires s'oppose l'autonomie par l'indépendance des universitaires ». Comme nombre de ses collègues, il refuse ainsi que le « recrutement, la promotion et l'évaluation des universitaires » soit le fait de l'administration, et non des pairs scientifiques, seuls habilités à juger de la qualité du travail. Il rappelle alors la décision de 1984 du doyen Georges Vedel, alors membre du Conseil constitutionnel, qui rappelait l'exigence d'une « représentation propre et authentique » des enseignants-chercheurs. Ces arguments sont partagés par le juriste Olivier Beaud : ainsi, « la loi LRU et » le « décret d'application sur les « comités de sélection » (...) contredisent l'idée fondamentale selon laquelle les universitaires sont recrutés par les pairs en fonction de critères principalement scientifiques ».
Pour Annie Vinockur, professeur émérite d'économie, la LRU, qui prend place dans un dispositif qui inclut l'ANR, l'AERES et la LOLF (loi organique relative aux lois de finances), et dans le cadre plus général du « nouveau management public », a des conséquences négatives concernant l'« autonomie scientifique et pédagogique du corps des enseignants-chercheurs » :
1. « affaiblissement (bien en deçà de la pratique des grands pays étrangers) de la représentation du corps enseignant dans les instances de décision sur les cursus, le recrutement de leurs collègues et l'évaluation »;
2. « substitution aux dotations récurrentes des laboratoires d'un financement par projets piloté par une agence de moyens (ANR) dont les membres sont nommés et non élus »;
3. « évaluation de la production scientifique sur des critères (bibliométrie, brevets...) désormais largement disqualifiés dans la communauté scientifique internationale (Lawrence 2007, Ellison 2007, Lallement 2007) »;
4. « introduction, encore timide, du recrutement contractuel (à ceci près que la fixation contractuelle des quotas par établissement peut permettre à certains d'en faire largement usage). Le mouvement n'est pas propre à la France : aux États-Unis, dans les universités publiques comme privées, la proportion de contractuels et vacataires dans les universités est passée en trente ans de 43 % à 70 %, avec des conséquences jugées dramatiques ».
5. « L'offensive laisse à penser que, comme aux États-Unis à partir des années 1980, l'objectif immédiat de la réforme soit d'en finir avec un pouvoir du savoir jugé politiquement dangereux et économiquement insuffisamment rentable (Newfield 2007). »[31]

V. Pécresse institue ensuite une Commission de réflexion sur l'avenir du personnel de l'Enseignement supérieur, présidée par le conseiller d'État Rémy Schwartz, qui rend son rapport en juin 2008,. Selon la ministre, ce rapport a largement « influencé » le projet de décret modifiant le décret du 6 juin 1984 fixant les dispositions statutaires des professeurs des universités et des maîtres de conférence, à l'origine de la fronde des enseignants-chercheurs fin 2008-début 2009. Le rapport contient aussi des dispositions sur les BIATOSS (ingénieurs, administratifs, techniciens, ouvriers et personnel de service).
L'IAE Gustave Eiffel (Institut d'administration des entreprises, rattaché à Paris-12) a d'ailleurs mis en place un Master 2 Développement et Management des Universités, qui doit ouvrir en septembre 2009 et dont les débouchés sont « toutes les fonctions de soutien réalisées par des cadres des établissements d’enseignement supérieur (...), notamment celles qui sont liées à l’accompagnement de la réforme LRU ».

## Mouvement 2007-2008
Depuis la rentrée universitaire 2007, plusieurs mouvements de grève étudiante se sont déroulés sur de nombreuses universités (grève souvent accompagnée de piquets de grève, voire d'occupation d'universités). Un premier « blocage » a débuté le 29 octobre 2007 à l'université de Rouen tandis que des « barrages filtrants » avaient été mis en place dans certaines universités. Certaines universités dont Tolbiac (Paris-I) avaient été fermées administrativement pour empêcher l'occupation des universités par les grévistes, ce qui n'avait pas empêché dans ce cas l'occupation par 100 à 200 étudiants. Les grévistes ont été expulsés dans la nuit. Au 9 novembre, une quinzaine d'universités sont « bloquées », à la suite d'assemblées générales, et d'une quarantaine en grève[réf. souhaitée]. Des étudiants se sont également organisés dans des mouvements « anti-blocage », afin d'obtenir la réouverture des universités au nom de leur « liberté d'étudier », tandis que certaines organisations participaient à une contre-manifestation.
Un Collectif étudiant contre l'autonomie des universités (CECAU), formé des syndicats se réclamant du syndicalisme de lutte (SUD Étudiant et la Fédération syndicale étudiante) et des mouvements de jeunesse du Parti communiste français et de la Ligue communiste révolutionnaire (Union des étudiants communistes et Jeunesses communistes révolutionnaires), s'est formé pour soutenir le mouvement. L'UNEF, qui a négocié le texte de loi (sans pour autant approuver le projet, elle a partiellement obtenu satisfaction, notamment sur l'absence de sélection à l'entrée du Master et sur le maintien du contrôle national des frais d'inscription), s'est dans un premier temps engagée dans le mouvement avant de changer de stratégie en décidant de quitter la coordination nationale de Lille les 24 et 25 novembre, dénonçant « un climat de tensions et de violences inacceptable. » La coordination nationale reproche à l'UNEF d'avoir envoyé certaines délégations fantaisistes. Ces délégations ont été refusées en début de coordination. L'UNEF a adopté une position ambiguë en appelant à participer aux assemblées générales ou à manifester afin d'obtenir des modifications de la Loi LRU et une augmentation du budget de l'Enseignement Supérieur, budget alors jugé  « en trompe-l'œil », mais en refusant de reprendre le mot d'ordre d'abrogation de la Loi et de cautionner l'« auto-organisation » du mouvement à travers les coordinations nationales. Certaines sections locales de l'organisation, principalement membres de la TUUD (tendance minoritaire de l'UNEF) se sont pourtant pleinement impliquées dans les mouvements de grève. Les autres associations étudiantes, la FAGE, la Confédération étudiante, Promotion et défense des étudiants et l'UNI, ont refusé de prendre part aux mouvements de grève, voire appellent à des manifestations contre celle-ci.
Les députés du groupe socialiste à l'Assemblée se sont prononcés contre les blocages. Selon l'UNI, « la droite universitaire » selon son propre slogan, la loi sur l'autonomie des universités n'est qu'un « prétexte » utilisé par l'extrême gauche pour des blocages purement politiques et qui prennent en « otage » les étudiants. Valérie Pécresse a pour sa part dénoncé un conflit qu'elle a qualifié de « politique ». Certains présidents d'université ont pour leur part dénoncé un « noyautage » du mouvement par des « groupuscules d'extrême gauche ». Pour Jean-Pierre Finance, premier vice-président de la Conférence des présidents d'université, « une centaine d'individus, issus des groupes comme la CNT, SUD Étudiant ou la LCR, se déplacent de fac en fac. Le 8 novembre, comme le site de Tolbiac de Paris-I était fermé, ils sont venus à Nanterre ». Olivier Audéoud, président de l'université de Nanterre, déclarait que « 600 à 800 étudiants ont décidé d'un blocage pour 34 000 étudiants ». Le président de l'université de Rennes-II a comparé le blocage à un « comportement terroriste. […] C'est l'impuissance des démocraties face aux régimes totalitaires ». Il a également déclaré que des « groupes déterminés ayant sous le manteau des battes de baseball » étaient présents pour organiser le blocage malgré le vote des étudiants à 62 % pour la reprise des cours, Ce chiffre de 62 % serait entaché d'irrégularités selon les grévistes[source insuffisante] mais l'UNEF l'a reconnu comme valide. Le président de l'université a fait respecter la décision du vote en faisant expulser les étudiants grévistes dans la nuit du 15 novembre par 300 agents des forces de l'ordre. Dans le même temps, d'autres universités ayant organisé des votes à bulletin secret n'ont pas empêché le mouvement de s'étendre, c'est le cas à Lille-3 où le blocage l'a emporté lors d'un vote à bulletin secret ou encore au Havre.
Le 27 novembre, Valérie Pécresse réunit les organisations étudiantes représentatives et annonce une augmentation du budget des universités de 50 % sur 5 ans (il passerait de 10 à 15 milliards), la création d'un 6e échelon de bourse, ainsi que l'instauration d'une circulaire adressée aux présidents d'université pour leur préciser que l'orientation active ne saurait se transformer en sélection à l'entrée de l'université. La ministre annonce également la création d'un groupe de travail ayant pour mission d'assurer le cadrage national des intitulés de diplômes, ainsi que l'« harmonisation par le haut » des conditions d'examen, ces dernières mesures constituant une modification de la réforme LMD, qui accordait plus d'autonomie aux universités sur le plan pédagogique. Forte de ces garanties, et après avoir consulté ses adhérents, l'UNEF a appelé à la « levée des blocages ».
Fin décembre, le mouvement de protestation est au point mort. Il reprend à la rentrée, tandis que les lycéens et les enseignants du secondaire protestent contre l'annonce, par le ministre Xavier Darcos, de la suppression de 11 000 postes dans l'enseignement secondaire à la rentrée 2008.
En juin 2008, la ministre Pécresse supprime discrètement les bourses sur critères universitaires (attribuées aux étudiants de master; les bourses sur critères sociaux ne sont pas versées pour les étudiants de troisième cycle, lesquels n'ont donc plus de bourses).
| (audio) | Manifestation étudiante contre la LRU. Limoges - Décembre 2007 (info) |
| (audio) | Fichier OGG                                                           |
| (audio) | Des problèmes pour écouter le fichier ? Aidez-moi                     |

## Le projet de décret sur le statut des universitaires, le mouvement des enseignants-chercheurs et autres revendications (2009)
Début 2009, un mouvement universitaire, initié par les enseignants-chercheurs, et progressivement rejoint par les étudiants (y compris les doctorants), conteste à nouveau les réformes en cours dans le cadre de la loi LRU et de la réforme de la recherche (AERES, ANR, etc.). Les universitaires titulaires critiquent en particulier la modification du décret de 1984 définissant leur statut, qui est un décret d'application de la loi LRU. La masterisation de la formation des enseignants, le projet de décret de « contrat doctoral unique », la baisse des postes aux concours (CAPES et agrégation) et des moyens alloués aux universités (nombre de postes, etc.), et la réforme des CROUS sont aussi critiqués.
Les syndicats enseignants, les syndicats étudiants, la CPU (Conférence des présidents d'université) se sont joints au mouvement. La FAGE (Fédération des associations générales étudiantes), généralement absente des mobilisations étudiantes, s'est déclarée neutre, affirmant que les revendications des étudiants se distinguaient de celles des universitaires - tout en admettant que le principe de modulation des activités d'enseignement et de recherche, prévu par le projet de décret, aurait des effets sur les étudiants : « Les professeurs les meilleurs risquent de dispenser beaucoup moins de cours ». Elle a toutefois, fait plutôt inhabituel, manifesté le 10 février pour appeler à des véritables concertations sur les réformes en cours concernant l'enseignement supérieur. L'UNEF, qui s'oppose au décret sur les universitaires, exige aussi « le retrait de la réforme du financement des universités sur la base de leurs “performances”, qui va pénaliser celles qui accueillent les étudiants les plus en difficulté », ou l’abandon des 900 suppressions de postes prévues à la rentrée prochaine dans l’enseignement supérieur.
Sur le plan politique institutionnel, la gauche (PS, Verts, PCF, NPA, etc.) a apporté son soutien, de même que le MoDem et que certains membres de la majorité UMP (en particulier Daniel Fasquelle, député UMP du Pas-de-Calais et doyen du pôle de Boulogne-sur-Mer de l'université du Littoral ainsi que François Goulard).

### Modulation
C'est le décret 84-431, pris sous le gouvernement Mauroy, qui introduisit le premier dans son article 7 la possibilité d'une diminution ou d'une augmentation de la durée de référence d'enseignement de 50 %, en fonction du degré de participation de l'enseignant-chercheur aux autres missions du service public de l'enseignement supérieur, ou en fonction des responsabilités particulières qu'il assume. Cette modulation de service devait se faire en conservant le potentiel d'enseignement de l'établissement, le chef d'établissement devant assurer l'équilibre global entre les diminutions et les augmentations de service d'enseignement. Cette possibilité a été supprimée par le décret 88-147 sous le gouvernement Chirac.
Depuis la promulgation de la loi no 2007-1199 du 10 août 2007 relative aux libertés et responsabilités des universités, ces dernières peuvent, par délibération adoptée dans les conditions prévues à l'article L. 711-7 du code de l'éducation, demander à bénéficier des responsabilités et des compétences élargies en matière budgétaire et de gestion des ressources humaines (art. 18). « Le conseil d'administration définit, dans le respect des dispositions statutaires applicables et des missions de formation initiale et continue de l'établissement, les principes généraux de répartition des obligations de service du personnel enseignant et de recherche entre les activités d'enseignement, de recherche et les autres missions qui peuvent être confiées à ces personnels.» (art. 19).
On parle d'enseignant-chercheur depuis la loi Faure de 1968, qui a intégré ces deux activités dans le cadre de réformes générales de l'Université en France. Cette volonté d'imposer une modulation des activités d'enseignants-chercheurs, décidée par la hiérarchie de l'université en fonction de critères d'évaluation contestables, est l'une des cibles des critiques les plus virulentes (même Jean-Charles Pomerol, président de l'université de Paris-VI, favorable en général aux réformes de Pécresse, considère cette modulation comme n'étant « pas une bonne idée »). En effet, d'une part l'enseignement est considéré comme une sanction pénalisant les « mauvais chercheurs » ; d'autre part les critères d'évaluation sont flous ; de plus, le lien entre la recherche et l'enseignement, nécessaire pour la diffusion des connaissances à l'échelle de la société tout entière, fait partie des fondements historiques de l'enseignement et de la recherche en France. Enfin, le contexte des suppressions de postes à l'Université (900 en 2009), en contradiction avec la volonté affichée d'améliorer l'encadrement des étudiants en licence, fait craindre un recours systématique à l'augmentation du nombre d'heures de cours.
Le physicien Albert Fert (prix Nobel), qui s'était déclaré en faveur du principe d'une modulation des charges d'enseignement et de recherche en certains cas, soutenant la création de « chaires CNRS », envisagées par le CNRS, ainsi que « plus de mixité entre les fonctions d'enseignant-chercheur [i.e. d'universitaire] et de chercheur [i.e. affilié au CNRS ou à un organisme de recherche à temps plein], », a néanmoins fortement critiqué la mise en œuvre effective de ces réformes, « contre-productives » selon lui. Signant une tribune, le 29 janvier 2009, avec d'autres collègues, Albert Fert écrivait ainsi :

« Le ministère réplique que ces suppressions de postes [dans les universités les mieux placées dans le classement Shanghaï (critiqué par ailleurs par Fert)] pourront être compensées par la possibilité de moduler la charge d’enseignement des universitaires en fonction de leur activité de recherche, possibilité qu’introduit un récent projet de décret. Une modulation des services, dans son principe, pourrait avoir l’intérêt de réduire la lourdeur de la charge d’enseignement qui handicape l’activité de recherche de nombreux universitaires, notamment vis-à-vis de certains collègues étrangers. Mais ses modalités de mise en œuvre en font une mesure dangereuse, hypocrite et contre-productive. »

Le juriste Olivier Beaud note que, selon le projet du décret modifiant le décret de 1984, les obligations de service des universitaires ne seraient plus nationales, mais fixées par le Conseil d'administration des universités (dans laquelle des personnalités du monde de l'entreprise ont fait leur entrée depuis la loi LRU, tandis que la représentativité des personnes élues au sein de l'université a été amoindrie) et leur président. Beaud indique aussi qu'« aucune garantie sérieuse n'a été prévue pour ceux qui s'élèveraient contre une mesure unilatérale d'augmentation de leur enseignement qu'ils estimeraient injuste ». Or, dans le contexte des départs à la retraite, on peut raisonnablement prévoir que les universités « moduleront » les activités des enseignants-chercheurs vers l'enseignement plutôt que la recherche, conduisant ainsi à la mise en place d'un système dual : d'un côté, les universités s'occupant de l'enseignement supérieur, déconnecté de la recherche; de l'autre, les « pôles de compétitivité » ou de recherche (tels les PRES), se concentrant sur la recherche et n'ayant pas de mission d'enseignement. Or, selon Beaud, « le principal problème dont souffrent les universitaires en France, c'est qu'ils n'ont plus de temps pour effectuer leur recherche et enrichir leur enseignement ».
Enfin, l'activité même de la recherche est mal définie par le décret, les fonctions administratives pouvant être considérées par les universités comme faisant partie intégrante de la recherche.
Entre divers exemples, un professeur d'études arabes évaluait sa semaine de travail à 55 heures (16 heures d'enseignement, dont 8 devant les étudiants et 8 pour la préparation; 27 heures de recherche; 12 heures de bureaucratie), soit, pour un salaire de 3 227 euros net, 14,66 euros par heure - pour un bac+8). Un autre professeur, de sciences de gestion, disait effectuer 350 heures d'enseignement (au lieu des 128 heures prescrite par la charge).

### Évaluation

#### L'évaluation aujourd'hui
En ce qui concerne la recherche, l'évaluation porte actuellement essentiellement sur les travaux de recherche et a déjà lieu au minimum tous les quatre ans (sans compter les participations au colloques, publications d'articles qui passe donc par l'évaluation par les pairs (via les comités de lecture, évaluation par les pairs, etc.). Les EPST (Établissement public à caractère scientifique et technologique) tels que le CNRS évaluent tous les deux ans les laboratoires de recherches qui leur sont affiliés (souvent en cotutelle avec une ou plusieurs universités ou autres organismes) ou demandent leur affiliation. Les laboratoires peuvent ainsi perdre ou gagner l'affiliation à ces organismes, avec à la clé d'importantes conséquences pour leur financement et leurs opportunités de recruter de nouveaux chercheurs. Ils évaluent également, sur une base individuelle et tous les deux ans, les chercheurs eux-mêmes. À ce dispositif d'évaluation par les EPST, s'est ajouté récemment l'évaluation – controversée – par l'AERES.
En ce qui concerne les universitaires, ceux-ci sont évalués de la même façon que les chercheurs pour ce qui relève de leurs travaux de recherche (participation à des colloques, publications d'articles, rédaction d'une thèse de doctorat ou d'une habilitation à diriger des recherches, etc.). Leur qualification par le Conseil national des universités afin de leur donner droit de postuler à un poste de maître de conférence ou de professeur des universités, c'est-à-dire d'avoir le droit de passer devant une commission de recrutement, est une autre étape de leur évaluation préalable à toute nomination.
Selon le rapport Schwartz (2008), l'évaluation des enseignants-chercheurs « se fait essentiellement sur le fondement de critères liés à la recherche, qui sont à l’heure actuelle plus faciles à appréhender » et demeure ainsi « quasiment inexistante s’agissant de l’enseignement. » Le rapport souligne en outre que :

« 77 % des enseignants ayant répondu à l’enquête accompagnant le rapport Fréville estimaient qu’il fallait davantage prendre en compte l’enseignement dans l’évaluation (53 % concernant les charges administratives). Ils étaient 81 % à être favorables à ce qu’un questionnaire soit rempli par les étudiants. Le rapport « Priorité à la recherche » mettait par ailleurs en garde contre la lourdeur de certaines procédures et l’opacité liée à certaines procédures d’évaluation. »

Enfin, le rapport précise :

« En France, quatre textes encadrent l’évaluation des enseignements. L’arrêté du 26 mai 1992 [arrêté Lang] relatif au diplôme d’études universitaires générales, licence et maîtrise prévoit la mise en place d’une procédure d’évaluation des enseignements faisant notamment appel à l’appréciation des étudiants. Le Conseil d’État, dans un arrêté du 13 mars 1996, a rejeté une demande d’annulation estimant que cette évaluation, sans conséquence sur la carrière des enseignants, ne portait pas elle-même atteinte au principe d’indépendance des professeurs de l’enseignement supérieur.
L’arrêté du 9 avril 1997 [arrêté Bayrou] prévoyait également le recueil de l’appréciation des étudiants sur les enseignements à destination de l’enseignant et de l’appréciation des étudiants sur les formations remise à une commission constituée à cet effet.
L’arrêté du 23 avril 2002 (dans l’optique de nourrir les échanges dans le cadre de la contractuelle avec le ministère) et la circulaire du 14 novembre 2002 sur la mise en œuvre du schéma LMD réaffirmaient l’obligation d’évaluer les formations et les enseignements.
Les pratiques en matière d’évaluation des enseignements sont très variables et ces ont été mis en œuvre de manière très contrastée. »

Si l'évaluation de l'enseignement lui-même éprouve ainsi des difficultés à être mis en place, il semble faire relativement consensus parmi les partis de gauche et de droite modérée, puisque l'arrêté du 26 mai 1992 a été pris par le gouvernement Bérégovoy (PS); l'arrêté du 9 avril 1997 sous Juppé (RPR); l'arrêté du 23 avril 2002 par Jospin (PS); et la circulaire du 14 novembre 2002 par Raffarin (UMP) (Arrêtés).

#### L'évaluation selon le projet de décret
Selon le projet de décret, les maîtres de conférence des universités (MCU) et les professeurs des universités (PU) devraient également être évalués sur leur activité d'enseignement tous les quatre ans — le texte reste cependant assez vague, la seule obligation étant de fournir un « rapport d'activité » « au moins tous les quatre ans », qui sera transmis au Conseil national des universités (CNU). Après l'intervention du Comité technique paritaire (instance introduite par la loi LRU, remplaçant les commissions paritaires d'établissement), l'enseignement sera aussi évalué par le CNU. Le projet de décret ne précise toutefois pas quelles conséquences auront cette évaluation, dans la mesure où l'évaluation du CNU ne lie en aucune manière le Conseil d'administration et le président de l'Université s'agissant de la modulation des charges d'enseignement et de recherche de chaque universitaire.
Si l'évaluation au niveau national est jugée positive par O. Beaud, celui-ci s'interroge sur la possibilité pour le CNU d'effectuer concrètement ces tâches, la charge de travail de ses membres devant augmenter considérablement sans que rien soit prévu pour faciliter celle-ci. Or, les membres du CNU ont déjà une charge de travail importante, dans la mesure où ils sont déjà chargés de l'évaluation des personnes postulant à une qualification de maître de conférence ou de professeur des universités, procédure préalable requise avant de postuler à un poste et d'être sélectionné par une commission de recrutement dans l'université en question.
À ce sujet, Beaud se déclare :

« choqué par la différence de traitement entre les membres du CNU et les universitaires qui dirigent les Universités ou les UFR. Ces derniers bénéficient non seulement de décharges de service, d'indemnité — ce qui est tout à fait normal d'ailleurs — mais en outre d'un avancement spécifique — ce qui l'est beaucoup moins. De là résulte une grande différence de traitement selon que l'on choisit de rester enseignant et chercheur ou que l'on choisit une carrière administrative. Curieux système où celui qui abandonne sa vocation initiale est récompensé, tandis que celui qui y reste fidèle, et enseigne aux étudiants, l'est moins. Une telle différence de traitement indique clairement qui « écrit » les textes réformant l'Université : ce sont précisément cette petite fraction des universitaires qui ont d'abord opté en faveur d'une carrière principalement administrative (la direction des établissements) et qui ont ensuite été appelés à exercer leurs talents au service du ministère. »

### Avancement et recrutement
Alors que l'avancement était contrôlé par le Conseil national des universités (CNU), le projet de décret prévoit que le CNU ne donne qu'un simple avis, qui ne liera pas le Conseil d'administration des universités, et, in fine, le président de l'université, qui aura le dernier mot sur l'avancement des universitaires.
Concernant le recrutement, les universitaires « étrangers » (venant d'un « État autre que la France » — les étrangers ayant obtenu des diplômes en France sont considérés, selon cette optique, comme universitaires « français ») seront dispensés de la règle normale de recrutement. Ils n'auront pas à être évalués par le CNU, mais le seront uniquement par le conseil scientifique de l'université.
Selon O. Beaud, « Couplé avec la faculté pour le président de recruter des agents contractuels, dans le cas des universités à compétence élargie [les universités peuvent faire le choix d'être à compétence élargie en vertu de la loi LRU], cette disposition laisse ouverte la possibilité aux instances de celles-ci de disposer d'une sorte d'armée de réserve qu'elles pourraient mobiliser à leur guise. »
De même, en ce qui concerne les dispositions régulant les « congés pour recherche ou conversions thématiques » (art. 9 du projet de décret), le pouvoir de décision passe aussi au président de l'université après avis du conseil scientifique de l'université — désaisissant le CNU de sa compétence en cette matière.
Beaud conclut ainsi : « À part pour le recrutement, l'universitaire voit l'essentiel de sa carrière échapper à une gestion par l'État et risquer de tomber sous la coupe des instances locales. Doit-on rappeler au ministère que le recrutement par concours est un grand acquis du droit républicain et qu'il a permis de combattre le favoritisme? »

### Critiques et positions
La dernière coordination nationale des universités, réunie le 20 février 2009, en accord avec la coordination étudiante réunie le 13 février, a manifesté son opposition au projet de décret, tout en considérant que celui-ci n'est que l'une des conséquences de la loi LRU dont elle demande l'abrogation.
Le syndicat majoritaire des enseignants-chercheurs, le SNESUP-FSU, réclame le retrait du projet. Selon Jean Fabbri, son secrétaire général, une pétition en ce sens aurait recueilli plus de 13 000 signatures au 20 janvier 2009. Le syndicat considère qu'un président d'université n'a pas la compétence nécessaire pour juger de la qualité de la recherche dans l'ensemble des domaines de spécialité.
Le syndicat SGEN-CFDT et la Conférence des présidents d'université (CPU) se sont inquiétés du fait que l'enseignement puisse apparaître comme une sanction pour les enseignants-chercheurs considérés comme moins performants en recherche.
La secrétaire général du Parti socialiste, Martine Aubry a apporté le soutien du PS en se joignant le jeudi 5 février à la manifestation lilloise.
Le poids des présidents d'universités en matière de modulation de services et d'avancement inquiète également. Après avis de leur conseil d'administration, ils fixent les tâches des enseignants et décident des promotions. Actuellement, la moitié des promotions des enseignants-chercheurs a lieu sur proposition du Conseil national des universités (CNU) ; l'autre moitié a lieu sur proposition du conseil d'administration de l'université.
Parmi les partisans de la réforme, on a d'abord cité Axel Kahn, président de l'Université Paris Descartes. Kahn s'est néanmoins désolidarisé du président Sarkozy et de sa ministre le 7 février 2009, en demandant le retrait du décret. Une semaine plus tard, il déclarait la nouvelle version du décret « acceptable » tout en affirmant qu'il « est inacceptable de compenser par des surcharges de service le manque d'enseignants-chercheurs ».
Le mouvement de grève a été attaqué par une partie du monde politique et de la presse qui le décrivent comme manipulé par l'extreme gauche. Le porte-parole de l’UMP Frédéric Lefebvre a ainsi dénoncé la « minorité de surexcités qui sacrifie pour des raisons idéologiques l’avenir des jeunes ». L’éditorialiste du Figaro, Yves Thréard, écrit que l’université française « continue de creuser sa tombe par la faute de quelques enragés ». François Hollande fustige « une extrême gauche qui cherche, pour des raisons qui lui appartiennent, à engager un conflit qui n’a que trop duré ».

## Le projet de décret de «contrat doctoral unique»
Officiellement annoncé le 7 octobre 2008 par Valérie Pécresse à l'occasion d'une conférence du Conseil européen de la recherche au Collège de France, le « contrat doctoral » est établi par un décret du 23 avril 2009. Il vise à remplacer l'allocation de recherche par un contrat de travail d'une durée de 3 ans.

### Négociations et contestation
Cette section ne s'appuie pas, ou pas assez, sur des sources secondaires ou tertiaires indépendantes du sujet.

Pour l'améliorer, ajoutez-en, ou placez des modèles {{Source secondaire souhaitée}} ou {{Source secondaire nécessaire}} sur les passages mal sourcés. (mars 2023)
Selon Usine nouvelle, cette proposition ferait « grincer quelques dents du côté des syndicats de l'enseignement supérieur ». La Confédération des jeunes chercheurs, fédération nationale de 31 associations de jeunes chercheurs, indique que ce projet « va dans la bonne direction » et est « relativement satisfaite de ce premier pas » tout en souhaitant que ce contrat puisse « bénéficier à tous les doctorants. Les détails de ce contrat restent alors à définir.
Valérie Pécresse avait proposé préalablement à la Confédération des jeunes chercheurs de travailler autour de la constitution d’un nouveau contrat doctoral dans le cadre du chantier « jeunes chercheurs ». Une première version du projet est transmise aux différents interlocuteurs du ministère le 15 décembre 2008 à l'occasion de la réunion du Comité technique paritaire. Les 5 syndicats représentés votent contre[source insuffisante]
Dans cette première version du décret, « Le contrat peut comporter une période d'essai d'une durée de trois mois, éventuellement renouvelable une fois par voie d'avenant au contrat », disposition largement critiquée par les syndicats et associations.
SLU publie une analyse du projet sur son site le 8 janvier 2009. Certains doctorants, s'ils reconnaissent la volonté de mettre en place un cadre juridique pour celui-ci, s'opposent aux modalités choisies pour celui-ci par le ministère : « En mettant le doctorant dans une situation de subordination locale, individuelle et déséquilibrée, la rémunération, son service annuel d'activités et le contenu de ses travaux de thèses seront conditionnés à une négociation « à la tête du client », qui ouvre à toutes les dérives[réf. nécessaire].
De plus, il accentue la précarité en prévoyant une période d'essai pouvant aller jusqu'à six mois, en attribuant aux doctorants beaucoup de devoirs mais peu de droits (pas de droit de recours, droits du licencié incertains...), et en inscrivant les doctorants dans un rapport de concurrence au sein de l'université.[réf. nécessaire]
Enfin, le caractère universitaire des missions du doctorant est remis en cause par des conditions d'exercice d'activités en entreprise mal définies, et dont l'ampleur de la charge est inquiétante. »
L'appel lancé par les doctorants, à Lyon, le jour de la manifestation du 10 février 2009, réclamait notamment :
- le « retrait immédiat et sans condition du projet de décret[51] » ;
- la « mise en place d'un véritable processus de réflexion et d'élaboration collectif sur l'avenir des études doctorales en France avec TOUS les acteurs (...) concernés[51] » ;
- le « maintien du caractère national du doctorat et de son financement public[51] » ;
- la mise en place d'une « charte des thèses contraignante par voie de décret[51] » ;
- la reconnaissance de « l'indépendance du doctorant dans ses recherches » aussi bien vis-à-vis de l'économie que de sa hiérarchie[51];
- « un effort budgétaire public important (...) pour le financement des thèses » et « pour la création d'emplois statutaires dans l'enseignement supérieur et la recherche », ainsi que des dispositions spécifiques vis-à-vis de ceux qui sont privés de financement (suppression frais d'inscription; respect Charte des thèses)[51];
- la fixation d'un « véritable statut pour les doctorants : contrat de travail de droit public avec application totale du décret du 17 janvier 1986 [relatif aux agents contractuels] (droit de recours, droit du licencié », etc.)[51];
- la « reconnaissance du doctorat dans l'ensemble des conventions collectives et dans les trois Fonctions Publiques en termes de grade et de recrutement[51]. »

Le 17 février 2009, le journaliste Sylvestre Huet indique que le principe du contrat doctoral et de la négociation font débat parmi les associations et collectifs de doctorants. D'un côté les associations de doctorants fédérées dans la CJC parlent à la fois d'avancées et de points problématiques ; de l'autre des collectifs, tels que le collectif des jeunes chercheurs de Lyon ou le collectif PAPERA, demandent le retrait en bloc du projet.
La CJC rencontre les représentants du ministère le 28 février 2009 pour évoquer ses désaccords sur le premier projet de décret.
Le 10 mars 2009, le ministère organise une réunion concernant le projet à laquelle participe la CJC, la guilde des doctorants, l'Andès, certains syndicats de personnels (SGEN-CFDT, CFTC, UNSA, FO, Autonomes-Sup) et les organisations étudiantes représentatives (UNEF, FAGE, PDE, UNI, Cé) qui a permis d'apporter des modifications importantes au CDU. La nouvelle version du projet de décret prévoyait notamment:
- une réduction de la période d'essai possible de 3 mois reconductible une fois à deux mois non reconductible;
- un contrat conclu pour trois ans (et non plus un an renouvelable deux fois) et pouvant être prolongé d'un an;
- supprimait l'obligation d'un rapport annuel pour le doctorant;
- et rendait possible un recours en cas de licenciement.

La première réunion de la « Coordination Nationale des Doctorant-e-s et Docteur-e-s non titulaires », réunissant une centaine de participants issus de 27 établissements d'enseignement supérieur, ainsi des associations, syndicats et collectifs nationaux (SNTRS-CGT, ANCMSP, CJC, PAPERA, EFIGIES, SLR, Synthèse)  le 20 mars 2009 adopte une motion demandant le « retrait du Contrat Doctoral Unique sans négociation préalable ».
La 3e réunion de cette coordination a lieu à Toulouse et réunit des participants de 9 établissements.
La Coordination Nationale des Universités (CNU) demande également le retrait du CDU.

## Masterisation des concours
La réforme des concours du primaire et du secondaire prévoit de reporter le niveau requis pour passer le concours de Bac+3 à Bac+5 et de créer des masters d'enseignement, ce qui, devrait transformer le rôle des IUFM qui deviendraient des « prestataires de services » fournissant des modules professionnalisants pour ces masters. Certains syndicats, comme l'UNEF, s'inquiètent toutefois à terme de leur possible disparition.
Le SNESUP-FSU s'oppose au contenu de ces masters, dénonce l'épreuve de connaissance du système éducatif et la précipitation dans laquelle la réforme a été conçue et a demandé le report d'un an de la réforme. Les syndicats étudiants SUD Étudiant comme UNEF dénoncent quant à eux l'absence de cadrage national de ces masters, la suppression des IUFM (ou leur changement de fonction), la suppression de l'année de stage rémunérée dans ce cadre. L'UNEF demande que les deux années passées à l'IUFM (qui, auparavant, n'étaient pas reconnues) donnent droit à un master. Elle demande elle aussi le report d'un an de la réforme. Elle demande également que le concours soit placé "à la fin du M1". SUD Étudiant, qui voit là une réforme s'inscrivant dans la continuité de la réforme LMD et de la loi LRU, demande l'abandon de ces dispositifs et demande l'augmentation importante du nombre de postes aux concours et des garanties sur le maintien de ce concours. En outre, le syndicat s'inquiète du maintien du statut du personnel de l'éducation nationale. Enfin, la FAGE juge inapplicable la réforme dès la rentrée 2009 et a demandé son report d'un an.
De nombreux conseils d'administration ont refusé de remonter les maquettes de ces nouveaux masters, et la Conférence des présidents d'université a demandé au gouvernement le report d'un an de la réforme.
À la suite des reculs successifs de Xavier Darcos et Valérie Pécresse (maintien des concours en l'état et des IUFM pour 2009-2010, maintien de l'année de stage pour les lauréats du concours 2010), les syndicats considèrent que l'essentiel de la réforme est reporté d'un an. Toutefois, les décrets publiés en plein été ne se contentent pas de faire entrer en vigueur les mesures transitoires prévues pour 2009-2010 (qui imposent un M1 pour se présenter au concours, mais qui reconnaissent la 1re année d'IUFM comme un M1) et disposent que les nouveaux concours 2011 auront lieu au cours de l'année de M2, ce que la plupart des syndicats dénoncent comme un passage en force.
Le 13 novembre 2009, Valérie Pécresse présente la nouvelle mouture du projet. Le concours comportera deux épreuves d'admissibilité disciplinaires et deux épreuves d'admission visant essentiellement à évaluer la capacité à élaborer une leçon. Les enseignants du second degré seront formés dans des masters disciplinaires et devront opter pour des "parcours complémentaires de professionnalisation" (culture générale et histoire de la discipline) en 1re année et une "préparation aux épreuves orales" en seconde. La place du concours (en M2) ainsi que la suppression de l'année de stage rémunérée sont confirmées. Les textes présentés ne font pas référence aux IUFMs. Les épreuves d'arts sont supprimées dans le concours de professeurs des écoles.

## Chronologie
- 2004 : à la suite d'une mobilisation universitaire et à la création de Sauvons la recherche!, constitution des États Généraux de la Recherche et remise du Rapport final.
- 2004-2005 : Mouvement lycéen contre la loi Fillon.
- 2006 : Mouvement contre le CPE et la « loi sur l'égalité des chances ». Formation d'une Coordination nationale étudiante contre cette loi et l'article instaurant le CPE. La mobilisation revendique aussi l'augmentation des postes au CAPES.
- 25 février 2006 : La Coordination nationale étudiante, réunie à Toulouse, revendique l'emploi stable pour tous et le retrait des contrats précaires; le réengagement financier de l’État dans le service public universitaire; le retrait de la loi Fillon; la reconnaissance des diplômes universitaires; le retrait du « pacte pour la recherche »; l’arrêt du « traitement répressif » des mouvements sociaux; l'amnistie des lycéens ayant participé au mouvement contre la loi Fillon et des personnes poursuivies à la suite des émeutes urbaines de novembre 2005.
- 8 au 10 mars 2006 : Occupation de la Sorbonne pour protester contre la dite « loi sur l'égalité des chances ».
- 18 mars 2006 : Cyril Ferez, militant de SUD PTT, tombe dans le coma pendant trois semaines lors d'une manifestation à Paris, dans des circonstances non élucidées.
- Août 2007 : Promulgation de la loi LRU.
- 2007-2008 : mobilisation étudiante contre la LRU.
- Juin 2008 : Rapport Schwartz issu de la « Commission de réflexion sur l'avenir du personnel de l'Enseignement supérieur », remis à la ministre Pécresse.
- 3 juillet 2008 : Xavier Darcos, ministre de l'Éducation nationale, déclare devant la Commission des finances du Sénat, concernant la préscolarisation des enfants de moins de trois ans : « Est-ce qu'il est vraiment logique, alors que nous sommes si soucieux de la bonne utilisation des crédits de l'État, que nous fassions passer des concours à bac + 5 à des personnes dont la fonction va être essentiellement de faire faire des siestes à des enfants ou de leur changer les couches ? Je me pose la question, ces personnes ayant la même compétence par exemple que si elles étaient institutrices en CM2[82] ».
- Novembre 2008 : Rapport Philip (sur les PRES) remis à Valérie Pécresse[83].
- 22 janvier 2009 : Discours programmatique du président Sarkozy sur la recherche, au cours d'une cérémonie en l'honneur du Prix Nobel de physique Albert Fert. Ce discours suscite l'indignation de la communauté des chercheurs[84], tandis qu'Albert Fert lui-même critique le décret et les réformes affectant le CNRS. En juin 2008, il déclarait déjà : « Pour en revenir aux recherches qui ont été récompensées par mon prix Nobel, une ANR [Agence nationale de la recherche] n'aurait pas connu l'idée nouvelle d'une électronique exploitant le spin de l'électron et n'aurait pas programmé de thème sur cet axe. Au CNRS, la possibilité d'un dialogue direct entre chercheur et direction scientifique m'a permis d'expliquer mes idées et d'obtenir les financements nécessaires[85]. »
- 29 janvier 2009 : Une tribune signée par Albert Fert, Bruno Chaudret (chimiste, membre de l'Académie des sciences, Yves Laszlo (mathématicien) et Denis Mazeaud (juriste), en réaction au discours de Sarkozy, critiquait la modulation, qui « dépend du seul pouvoir du président d’université et de son conseil d’administration, nullement liés par l’avis seulement consultatif du Conseil National des Universités » ainsi que la « politique de financement des projets de recherche (...) à court terme ou trop ciblés[60] ».
- 4 février 2009 : Lancement d'un Appel international à tous les universitaires.  Signé entre autres par Hilary Putnam, le mathématicien Andras Sarkozy et Noam Chomsky . Le même jour, l'UNEF appelle les étudiants à rejoindre le mouvement des professeurs. Elle demande, outre le retrait du statut des enseignants-chercheurs, l'abandon des 900 suppressions de postes ainsi que le retrait de la réforme du financement des Universités (voir plus haut)[86].
- 5 février 2009 : Manifestations en France. Plus de 50 000 personnes (enseignants, personnels, étudiants), selon le SNESUP-FSU, le syndicat majoritaire chez les universitaires, et 36 000, selon la police, ont manifesté contre les réformes de Pécresse[87]. L'Académie des sciences fait part de sa « vive émotion » à la suite du discours de Nicolas Sarkozy du 22 janvier[88].
- 7 février 2009 : Axel Kahn, président de l'Université Paris Descartes et partisan important des réformes, se désolidarise toutefois de celles-ci en demandant le retrait du décret[89].
- 8 février 2009 : Daniel Fasquelle, député UMP et président du pôle de Boulogne-sur-mer de l'université du Littoral, se déclare contre le projet de décret de Valérie Pécresse et affirme préparer une proposition de loi préservant l'indépendance des enseignants-chercheurs : « Au cœur de la proposition de loi, je souhaite rappeler que la notation des universitaires doit se faire uniquement par les pairs de la même discipline. Nous ne sommes pas contre le fait d'être mieux contrôlé, mais serait-il normal qu'un professeur d'histoire soit évalué par un professeur de biologie ? C'est ça qui pose un vrai problème aujourd'hui dans ce décret… Par ailleurs, je veux également que la proposition fasse clairement référence à la loi de 1984 sur le statut des enseignants-chercheurs* et leur indépendance[55]. »
- 9 février 2009 : Appel de La Sorbonne. Le président de Paris-IV Sorbonne Georges Molinié dénonce "la culture de l'autisme" du gouvernement et "le plus grand retour en arrière depuis Vichy". Il s'oppose à la réforme des IUFMs, dénonçant la suppression de l'année de stage rémunérée comme "une régression intellectuelle, une agression sociale, le scandale absolu !" et pointe le risque, concernant la place du concours, d'avoir "des masters bidon, des concours bidon et des reçus-collés en masse"[90].
- 10 février 2009 : Manifestation à Paris d'enseignants-chercheurs et d'étudiants, qui rassemble de 17 000 (selon la police) à 50 000 manifestants (selon les organisateurs). D'autres manifestations ont lieu dans les villes de province (3 000 à 6 000 personnes à Toulouse, dont Daniel Filâtre, le président de l'université Toulouse II-Le Mirail)[91]. À Lyon, des doctorants lancent un appel contre le projet de décret de « contrat doctoral unique » et demandent « un effort budgétaire public conséquent (...) pour le financement des thèses[51] ».
- 11 février 2009 : La Revue du MAUSS publie un appel à la création d'un « Cercle des professeurs et des chercheurs disparus », qui s'organiserait en « un réseau de connivence humaniste international », s'engageant à « favoriser, à qualité disciplinaire ou sous-disciplinaire équivalente, le recrutement de professeurs ou de chercheurs qui ne se bornent pas à maîtriser le cœur formel de leur discipline mais qui sont également conscients et soucieux de son articulation au savoir général et, pourquoi pas, de ses enjeux humains et sociaux ». L'appel propose de réserver « institutionnellement et explicitement » « une part [variable] du recrutement (...) à cette ouverture généraliste et/ou interdisciplinaire ». L'objectif étant de « mettre en place des procédures de légitimation et d’habilitation des professeurs et des chercheurs à la fois complémentaire et concurrente des procédures officielles actuellement en vigueur. » Premiers signataires : Olivier Beaud, Alain Caillé, Philippe Chanial, Jean-Pierre Dupuy, Olivier Favereau, Marcel Gauchet, Jacques Généreux, Jean-Claude Guillebaud, Bruno Karsenti, Philippe d'Iribarne, Dominique Méda, Edgar Morin, Pierre Musso, Gérard Pommier, Philippe Raynaud, Alain Touraine, etc.
- 12 février 2009 : La Conférence des présidents d'université (CPU) demande au ministre Xavier Darcos de « repousser à 2011 » sa réforme de la formation des enseignants du primaire et du secondaire, estimant en effet que « la confusion croissante engendrée par la précipitation dans laquelle la réforme de la formation des maîtres a été engagée en compromet gravement la qualité » La CPU émet également de « fortes réserves » sur la mission de médiation confiée par la ministre de l'enseignement supérieur, Valérie Pécresse, à Claire Bazy-Malaurie, chargée de « retravailler » le projet de décret réformant le statut des enseignants-chercheurs[88].
- 13 février 2009 : Cérémonie de non-remise des maquettes de masters d’enseignement, en présence de V. Pécresse, par les universitaires et les enseignants de l’IUFM[92]. Par ailleurs, la SGEN-CFDT juge « insultants », « stupéfiants » et « scandaleux » les propos tenus jeudi 12 février par Xavier Darcos concernant la formation des enseignants lors de leur première année de stage (à l'IUFM et au lycée). Darcos a comparé cette formation à un « simulateur de vol », affirmant que « de temps à autre, ils vont remplacer un professeur absent ». Le SGEN-CFDT rappelle que les professeurs stagiaires en collèges et lycées sont devant des élèves « en toute responsabilité, huit heures par semaine » et que les instituteurs stagiaires le sont « un jour par semaine pendant trente semaines et six semaines complètes par an[93],[94] ».
- 14 février 2009 : Une semaine après avoir demandé le retrait du décret, Axel Kahn, président de l'Université Paris Descartes, déclare la nouvelle version du décret « acceptable » tout en affirmant qu'il « est inacceptable de compenser par des surcharges de service le manque d'enseignants-chercheurs ». Dans le Journal du dimanche, il se déclare en faveur de la modulation des activités entre l'enseignement et la recherche, et affirme qu'au cas où l'autonomie des universités (mise en place par la loi LRU) serait remise en cause, « [il démissionnera] ».
- 15 février 2009 : La première coordination nationale étudiante, composée de représentants des étudiants de chaque université participant au mouvement, prend fin et produit une série de revendications mettant en avant l'abrogation de la loi LRU.
- 18 février 2009 : Wendelin Werner, lauréat de la médaille Fields, publie une lettre ouverte à Sarkozy, critiquant son discours sur la recherche et décrivant la rupture de confiance entre le gouvernement et les chercheurs[8].  Il y écrit notamment : « Lorsque l'on me demande à quoi peut servir une éducation mathématique au lycée pour quelqu'un dont le métier ne nécessitera en fait aucune connaissance scientifique, l'une de mes réponses est que la science permet de former un bon citoyen : sa pratique apprend à discerner un raisonnement juste, motivé et construit d'un semblant de raisonnement fallacieux et erroné. »
- 19 février 2009 : Nouvelle journée de mobilisation prévue, lancée par une large intersyndicale (FSU, CGT, FO, Solidaires, Sauvons la recherche, Unef, collectif Sauvons l'université, etc.). La FAGE ne participe pas aux manifestations mais demande désormais le report d'un an de la réforme des IUFMs. Brève occupation de la Sorbonne par une centaine d'étudiants[95]. Le rectorat de Paris, dirigé par Patrick Gérard, porte plainte «pour dégradations» et «violence sur agent[96] »
- 20 février 2009 : La Coordination nationale universitaire,  composée de représentants des étudiants et personnels de chaque université participant au mouvement, appelle à l’abrogation de la loi LRU[64]. Après avoir observé une minute de silence en l'honneur de Jacques Bino, syndicaliste du LKP mort pendant la grève générale en Guadeloupe[64], la Coordination estime également que les réformes de l'université relèvent plus largement d'un "projet cohérent" qui se met en place "de la maternelle à l'université". Si, d'ici le 5 mars, le gouvernement refuse de retirer le décret de la réforme du statut des enseignants-chercheurs, de la mastérisation et du contrat doctoral unique, la Coordination nationale menace d’appeler les universitaires à « la démission des charges administratives non électives, à l’obstruction dans le cadre des mandats électifs et au refus de participer aux jurys (bac, BTS, CAPES, agrégation, session de printemps…)[97] ».
- 25 février 2009 : François Fillon reprend le dossier en main. Il annonce que le décret sur le statut des enseignants-chercheurs sera "totalement réécrit" ainsi que le gel des suppressions de postes en 2010 et en 2011[98].
- 5 mars 2009 : malgré l'avancement des négociations sur le statut des enseignants-chercheurs et malgré le fait que certaines universités soient encore en vacances, une nouvelle manifestation rassemble entre 24000 et 43 000 personnes[99].
- 10 mars 2009 : à la suite d'une réunion avec certains syndicats de personnels (SGEN-CFDT, CFTC, UNSA, FO, Autonomes-Sup) et les organisations étudiantes représentatives (UNEF, FAGE, Cé, PDE) des modifications importantes sont apportées au projet de contrat doctoral unique (voire plus haut), la principale portant sur la période d'essai réduite de 3 mois renouvelables une fois (soit 6 mois maximum) à 2 mois.
- 11 mars 2009 : une nouvelle manifestation "de la maternelle à l'Université" rassemble entre 30 et 60 000 personnes[100].
- 12 mars 2009 : Valérie Pécresse et Xavier Darcos annoncent l'étalement sur deux ans de la réforme des IUFM, les dispositions concernant la suppression de l'année de stage entrant toutefois en application dès l'année prochaine.
- 20 mars 2009 : Au lendemain de la grève générale du 19 mars, Xavier Darcos annonce le maintien des concours en l'état de la formation des maîtres pour l'année 2009-2010[101]. Mais il maintient la suppression de l'année de stages pour 2010-2011[102] et indique qu'il faudra être inscrit en Master 1 pour passer le concours 2010 sans préciser si ce Master 1 se fera ou non dans le cadre des IUFM[103]. La lettre précise que la réforme de la Masterisation, étalée sur deux ans, n'entrera donc totalement en vigueur que pour l'année 2010-2011 (et donc les concours 2011). La Coordination Nationale des Universités dénonce "un simulacre de recul[104]".
- 24 mars 2009 : une nouvelle journée de mobilisation réunit à Paris de 5 à 15 000 personnes. Le même jour, le décret relatif au statut des enseignants-chercheurs était soumis au Comité Technique Paritaire Universitaire (CTPU). Le nouveau décret dispose que la modulation de service ne pourra se faire sans l'accord écrit des intéressés, que la promotion sera répartie à égalité entre le Conseil National des Universités et les Universités, et que les heures complémentaires effectuées dans le cadre de cette modulation de service seront rémunérées[105].
- 25 mars 2009 : Des enseignants et BIATOSS de Paris I, Paris III, Paris IV et de l'École pratique des hautes études (EPHE) décident d'occuper l'UFR d'Histoire de la Sorbonne avec comme mot d'ordre la « défense de l'enseignement public de la maternelle à l'université » et « le retrait des projets en cause, l'ouverture de négociations globales » avec les ministères concernés[106].
- 26 mars 2009 : Une centaine de chercheurs occupent le CNRS[107], s'opposant au « démantèlement » du CNRS et exigeant « la restitution des 1 030 postes supprimés cette année dans l'enseignement supérieur et la recherche[108] ».
- 28 mars 2009 : Après cinq semaines d'occupation, le Patio de l'Université de Strasbourg est évacué par les forces de l'ordre[109].
- 31 mars 2009 : Lors du débat (publié dans Libération et sur Libération.fr) entre Jean Fabbri, Président du SNESUP et Valérie Pécresse, cette dernière annonce que "l'année des IUFM, à titre transitoire, sera considérée comme une année de Master 1" afin d'assurer "la transition pour 2010". Il s'agit donc d'un maintien des IUFMs dans la formation des enseignants pour l'année scolaire 2009-2010. Elle annonce également la création d'un "comité de concertation" dans les prochains jours. Le même jour, Valérie Pécresse annonce le rétablissement de 130 postes dans la recherche dont 90 pour le CNRS[110].
- 2 avril 2009 : une nouvelle manifestation parisienne rassemble entre 7 et 25 000 personnes[111].
- 3 avril 2009 : La Conférence des directeurs d’Institut universitaire de formation des maîtres (CDIUFM) dénonce  "l'acharnement" du gouvernement à vouloir lancer la réforme des IUFMs dès la rentrée 2009 et demande, dans un communiqué, "le retrait complet" du projet pour l’an prochain et "des États Généraux" destiné à définir le contenu "d’une masterisation réussie" de la formation des enseignants[112]. Le même jour, une large intersyndicale appelle, dans un communiqué commun, à la suspension de la réforme des IUFMs pour l'année 2009-2010[113].
- 20 avril 2009 : Patrick Hetzel, directeur de la DGESIP (direction générale pour l’enseignement supérieur et l’insertion professionnelle), annonce en CNESER que, concernant la réforme des IUFMs, les maquettes de Master enseignement remontées par les Conseils d'Administration (9 sur 83) pourrait être habilitées pour un an.
- 24 avril 2009 : Nicolas Sarkozy annonce que, désormais, les stages de plus de deux mois seront rémunérés (contre 3 mois auparavant) et élargit cette rémunération au service public[114].
- 29 avril 2009 : une circulaire précise les conditions de déclenchement de paiement des heures complémentaires dans le cadre de la modulation de services, levant une ambiguïté dénoncée par le SNESUP et par certains juristes[réf. nécessaire].
- 6 mai 2009 : Sur France Inter, dans un débat avec Isabele This (Sauvons la Recherche), le Président de la CPU Lionel Collet, tout en appelant à "la reprise des cours", rappelle que la CPU demande "un réel report" de la réforme des IUFMs. Il souhaite que, pour les candidats reçus en 2010, "l'année de stage soit maintenue immédiatement, et non pas une année après le concours sous prétexte qu'il (le jeune enseignant) doit préparer un Master".
- 13 mai 2009: Tribune dans Le Monde de sept présidents d'université qui demande « un moratoire » sur les réformes, « de manière à favoriser une réflexion réelle, et collective, sur cette question qui déborde amplement le milieu universitaire, et qui touche, justement parce que nous sommes une démocratie, tous les enfants de toutes les familles du pays », et qui demande : « Qu'en sera-t-il quand on sera conduit à envisager que, par suite de l'obstination ministérielle ou d'une démarche excessivement tatillonne de l'administration des tutelles, des milliers d'étudiants puissent perdre leur année ? »  Signée par Pascal Binczak, président de l'université Vincennes-Saint-Denis (Paris-VIII), Lise Dumasy, présidente de l'université Stendhal (Grenoble-III), Anne Fraïsse, présidente de l'université Paul-Valéry (Montpellier-III), Bernadette Madeuf, présidente de l'université Paris-Ouest (Paris-X), Georges Molinié, président de l'université Paris-Sorbonne (Paris-IV), et Philippe Rollet, président de l'université Lille I, sciences et technologies.[115] Le même jour, le ministère de l'Éducation Nationale annonce le maintien de l'année de stage pour les lauréats des concours de l'enseignement 2010 (donc pour l'année 2010-2011)[116]. Les réactions syndicales sont nombreuses et les syndicats interprètent cette annonce comme un report (ou un quasi-report) : pour l'UNEF, "Les évolutions du gouvernement, sous la pression de la mobilisation, commencent à ressembler à un report d'un an de la réforme qui ne dit pas son nom". Pour le SE-UNSA, "Le ministère ne veut pas utiliser le mot +recul+, mais on a reporté d'un an la réforme". Pour la SGEN-CFDT, le gouvernement est "presque arrivé à un report". Selon la FSU, "Pour un étudiant, l'an prochain, il n'y aura presque pas de différences avec aujourd'hui. On a fait une bonne partie du chemin[117]".
- 18 mai 2009 : Valérie Pécresse reçoit les organisations étudiantes représentatives. Elle annonce un mois de bourse supplémentaire pour les étudiants dont les partiels seraient décalés, ainsi que la possibilité, pour les étudiants en résidence universitaires concernés par les décalages d'examens, de bénéficier de leur résidence pour un mois supplémentaire. Elle s'engage également, sur les examens en eux-mêmes, à maintenir la session de rattrapage. Sur le fond, elle se dit prête à « associer tous les partenaires à l’amélioration du système d’allocation des moyens aux universités et notamment les critères sur lesquels il se fonde[118] ».
- 27 mai 2009 : Le projet de masterisation passe devant le CTPMEN (Comité Technique Paritaire du Ministère de l’Éducation Nationale).
- 4 juin 2009 : les directeurs d'ENS (écoles normales supérieures) évoquent, dans une lettre à Xavier Darcos, leur «consternation collective» suscitée par le projet de décret qui réforme le concours de l'agrégation[119].
- 9 juin 2009 : la CPU suspend sa participation à la Commission Marois-Filâtre mise en place par le gouvernement pour trouver un accord sur la réforme des IUFM. Ils dénoncent le fait que les projets de décrets soient présentés aux instances paritaires avant même que la commission n'ait rendu son rapport, qui devait être remis au mois de juillet[120].
- 15 juillet 2009 : Valérie Pécresse annonce en CNESER que les décrets concernant la réforme des IUFM ne seront pas publiés avant l'avis de la Commission Marois-Filâtre. Elle annonce également l'ouverture d'une phase de concertation jusqu'au mois de décembre (sans préciser toutefois si les décrets seraient publiés avant ou après la fin de cette phase de concertation), et reporte la date limite de remontée des maquettes de novembre 2009 à mi-avril 2010, maquettes "qui seront naturellement soumises au CNESER". Elle annonce enfin que "le cadrage national des masters fera l’objet d’une discussion au CNESER[121]"
- 16 juin 2009 : un lycéen, Tristan Sadeghi, ayant participé aux mobilisations se voit exigé par son proviseur de signer un engagement écrit à ne plus prendre part à ce type d'action l'année prochaine[122]. Le lycéen reçoit un soutien de la part d'organisation syndicales et politiques et est finalement autorisé a s'inscrire.
- 21 juillet 2009 : 10 étudiants de l'université Jean-Monnet sont convoqués devant la section disciplinaire en raison de leur mobilisation dans le mouvement universitaire. Ils sont soutenus par les syndicats Fédération syndicale étudiante et SUD Étudiant[123].
- 29 juillet 2009 : le gouvernement publie les décrets relatifs à la formation des enseignants. Sans surprise, le texte prévoit le recrutement des enseignants à Bac+5 pour les concours 2011. L'UNSA et la FSU dénoncent une parution "précipitée" des décrets.
- 23 septembre 2009 : le Sénat adopte l'amendement Demuynck qui concrétise la promesse de rémunération des stages à partir de deux mois et qui interdit les stages post-cursus[124].
- 28 septembre 2009 : des étudiants et un enseignant chercheur de l'université Jean-Monnet ayant participé au mouvement LRU sont condamnés par la section disciplinaire[réf. nécessaire].
- 29 septembre 2009 : Nicolas Sarkozy annonce un dixième mois de bourse pour les étudiants dont la scolarité dure dix mois[125].

Le même jour sont organisés des États généraux de la formation des enseignants.
- 10 novembre 2009 : Valérie Pécresse annonce que le 10e mois de bourse n'ira qu'aux étudiants de L1, de classes préparatoires, de BTS et d'IUT.
- 11 novembre 2009 : les Présidents d'IUT s'inquiètent d'une "mise en péril" des IUT et dénoncent "le flou budgétaire" provoqué par la Loi LRU qui intègre le budget des IUT au budget global des universités auxquelles ils sont rattachés[réf. nécessaire]
- 16 novembre 2009 : Le CNESER vote une motion condamnant les propositions gouvernementales du 13 novembre en matière de formation des enseignants à une très large majorité par 19 voix contre 4[127].
- 19 novembre 2009 : la Conférence des présidents d'université condamne le projet qu'elle « ne pouvait pas accepter » et dénonce « un schéma de formation incohérent et composite ». Le même jour, la Conférence des Directeurs d'IUFM dénonce « une parodie de concertation pour tenter de justifier de très mauvaises propositions »[réf. nécessaire].
- 1er décembre 2009 : 16 organisations (syndicats du primaire, du secondaire, et du supérieur, ainsi que la FCPE et des syndicats étudiants et lycéens) appellent dans un communiqué commun à la "remise à plat" de la réforme de la formation des enseignants et au "retrait" des décrets publiés au mois de juillet[128].

## Critique du mouvement
En France, selon Le Monde, les universités qui connaissent le plus d'activité politique et de grèves étudiantes perdent des étudiants, affirmation contredite par les données statistiques produite par un certain nombre de facultés, pour qui cette diminution d'inscription est un phénomène global). Parmi les critiques portées, on dénombre : l'arrêt précoce d'étude des étudiants les moins fortunés qui, travaillant pour financer leurs études, sont dans l'impossibilité de rattraper les cours ; l'aliénation des entreprises qui deviennent réticentes à procurer des stages ; la mauvaise réputation internationale.
Alain Finkielkraut qualifie le mouvement étudiant de « pathétique, sénile et odieux », considérant qu'il empêche ceux qui le souhaitent de travailler, qu'il ne défend pas l'égalité mais le statut, qu'il rejette la sélection, devenue taboue, alors que celle-ci est un instrument démocratique.
Chantal Delsol, professeur de philosophie politique, dénonce le mensonge et la démagogie d'un système qui fait croire aux lycéens et étudiants qu'ils peuvent étudier les disciplines qu'il leur plaira et qu'un emploi en rapport avec leur diplôme les attendra au bout.